# Requiem für die Medien
Requiem für die Medien ist ein Ansatz für eine Medientheorie, die Jean Baudrillard 1972, also zwei Jahre nach Enzensbergers Medienbaukasten veröffentlichte. Systematisch gehört Baudrillards Ansatz zu den generellen bzw. generalisierenden Medienontologien.

## Kernaussagen Baudrillards
- Es gibt keine Medientheorie, da bisher kein Ansatz die Medien in ihrer Gesamtheit erfassen konnte; insbesondere negiert Baudrillard die emanzipatorischen medientheoretischen Ansätze aus Enzensbergers Medienbaukasten sowie die Auseinandersetzung McLuhans mit dem Manipulationspotential der Medien.
- Massenmedien sind intransitiv, verhindern die Vermittlung (anti-mediatory) und produzieren Nicht-Kommunikation (non-communication), da kein wechselseitiger Austausch stattfinde; dazu fehle eine wichtige Grundlage, die wechselseitige Beziehung zwischen Sender und Empfänger; Medien "verbieten" für immer eine Antwort und jeden "Austauschprozess" (trading process). Er widerspricht hiermit wieder explizit Enzensberger, nach dem die Medien nur Nicht-Kommunikation fabrizieren, Baudrillard dagegen behauptet: "die Medien [sind] dasjenige […], welches die Antwort für immer versagt". Ein Beispiel für diese "Rede ohne Antwort" ist das Fernsehen, das sicherstellt, "dass die Leute nicht mehr miteinander reden, dass sie angesichts einer Rede ohne Antwort endgültig isoliert sind".
- Die Reproduktion eines Ereignisses durch die Medien verfälscht den "Rhythmus und Sinn" des Ereignisses; die Form der Medien solidarisiere sich unausweichlich mit dem Machtsystem, eine "symbolische Aktion" sei unmöglich. Als Beispiel für die alternative und subversive Form des Massenmediums bezeichnet Baudrillard die Straße, da sie kein Träger von Botschaften sei, sondern die Dinge zeige, wie sie seien und die unmittelbare Interaktion und Kommunikation mit der Möglichkeit zur Antwort biete.
- Das klassische Kommunikationsmodell der Kommunikationstheorie, bestehend aus der Trias Sender – Botschaft (Nachricht) – Empfänger, ist nicht haltbar, da es ein reines "Simulationsmodell" sei. Nach Baudrillard verhindert die Kodierung einen Austausch der Botschaft an sich: "[…] es ist der Code, der alle beide 'en respect', 'in Zaum' hält"
- Es ist unmöglich, die Medien zu demokratisieren, zu infiltrieren oder Einfluss auf sie zu gewinnen; die einzige mögliche Veränderung sei das Wiederherstellen der Antwortmöglichkeit im Kommunikationsprozess, was Baudrillard als Revolution bezeichnet.

## Rezeption
Das Requiem für die Medien ist, wie viele Texte von Baudrillard, „unlesbar, wenn man nicht hartnäckig gegen ihn mitdenkt“ (Josef Rauscher), entsprechend widersprüchlich und unlogisch klingen daher auch viele Aussagen; da Baudrillard die Möglichkeit einer Medientheorie eigentlich negiert, ist das Requiem für die Medien eigentlich eine Anti-Medientheorie. Bereits der Rückgriff auf das Requiem – die Totenmesse in der katholischen Liturgie – deutet Baudrillards gedankliche Stoßrichtung an, da er in der Struktur seiner Medientheorie dem Aufbau des Requiems jedoch nicht folgt, sollten die Analogien nicht überbewertet werden.